# Crash Garrett
Crash Garrett is een computerspel van ERE Informatique. Het spel kwam in 1988 uit voor de Commodore Amiga en de Atari ST. Het spel bevat afbeeldingen waarbij de personen een dialoog voeren. Het spel kan via tekstcommando's via het toetsenbord bestuurd worden.

## Ontwikkelteam
Amiga
- Programmeur: Patrick Dublanchet
- Grafisch: Arbeit von Spacekraft
- Muziek: Stéphane Picq

Atari ST
- Programmeur: Patrick Dublanchet
- Ontwerp: Johan Robson

## Ontvangst
- ST Action ·- juni 1988 - 56%
- Génération 4 - maart/april 1988 - 86%